# Die Mumie – Das Geheimnis der Mumie
Die Mumie – Das Geheimnis der Mumie ist eine US-amerikanische Zeichentrickserie aus dem Jahr 2001. Sie basiert auf den erfolgreichen Kinofilmen Die Mumie und Die Mumie kehrt zurück aus den Jahren 1999 beziehungsweise 2001.

## Handlung
Die Handlung der Serie ist zeitlich parallel zu den Ereignissen des Films Die Mumie kehrt zurück angelegt. Der junge Alex O’Connell trägt in der Serie noch den Armreif des Anubis, den er im Film anlegt und erst am Ende des Films wieder entfernen kann. Wegen dieses Armreifs wird er von der bösen Mumie des altägyptischen Hohepriesters Imhotep gejagt. Dieser möchte den Armreif an sich bringen, weil dieser der Schlüssel zum Kommando über die Armee des Anubis ist, einer mächtigen Armee von Untoten, mittels derer er die Weltherrschaft erlangen möchte. Auf der Suche nach einem Weg, den Armreif des Anubis von seinem Handgelenk zu entfernen und Imhotep zu besiegen, bereisen die O’Connells die ganze Welt, stets verfolgt von Imhotep und dessen Helfern.

## Figuren

### Richard „Rick“ O’Connell
Ist der Vater von Alex. In den Kinofilmen wird er verkörpert von Brendan Fraser.

### Evelyn „Evy“ O’Connell
Evelyn „Evy“ O’Connell ist die Frau Rick O’Connells und Mutter Alex’. In den Kinofilmen wird sie verkörpert von Rachel Weisz

### Alexander „Alex“ O’Connell
Alexander „Alex“ O’Connell ist ein achtjähriger Junge, der durch einen Zufall das altägyptische Artefakt, den Armreif des Anubis an seinem Handgelenk trägt. Dieser Armreif, den er nicht entfernen kann, verleiht ihm unkontrolliert magische Kräfte und gibt ihm von Zeit zu Zeit mittels Visionen wichtige Hinweise.

### Die Mumie/Imhotep
Als Strafe dafür, dass er mit der Geliebten des Pharao ein romantisches Verhältnis hatte, wurde der Hohepriester Imhotep 1290 vor Christus bei lebendigem Leibe mumifiziert und mit dem schlimmsten aller Flüche, dem Hom-Dai, belegt. Mittels eines magischen altägyptischen Buches wird er im Jahr 1933 wieder erweckt. Nun ist er auf der Suche nach dem Armreif des Anubis, der seine magischen Kräfte steigern und ihm den Weg zur Weltherrschaft aufzeigen wird.

## Hintergrund
Die Serie entstand im Jahr 2001 nach dem Erfolg der ersten beiden Kinofilme des erfolgreichen Mumien-Franchises, blieb jedoch weit hinter dem erhofften Erfolg zurück. Als Grund hierfür wurde die – im Vergleich zu den sehr effektlastigen Filmen – schlechte visuelle Umsetzung der Serie vermutet. So wurde zunächst auch lediglich eine Staffel mit 13 Folgen produziert. 2003 wurde jedoch nach einem Jahr Unterbrechung eine stilistisch überarbeitete zweite Staffel mit ebenfalls 13 Folgen unter geändertem (Original)Titel produziert. Da auch diese Staffel den gewünschten Erfolg nicht erzielen konnte, wurde die Serie gänzlich eingestellt.